# صليلي
صليلي هي منطقة عراقية في مقاطعة البادية الجنوبية في شمال غرب قضاء الزبير، بمحافظة البصرة بصحراء الدبدبة بالبادية العراقية جنوب العراق، وفيها قرية الجشعم، ويسكنها عشائر، وفي سنة 2022 أعلن عن استثمار اكثر من 20 الف دونم لزراعتها كمراعي لتربية العجول والاغنام والدجاج تنشأ فيها 8 خطوط انتاج ألمانية المنشأ لمختلف المنتوجات الزراعية والالبان واللحوم والدواجن والاعلاف لسد حاجة المنطقة الجنوبية من هذه المنتوجات ومنافسة المنتجات المستوردة.